# Bergenia

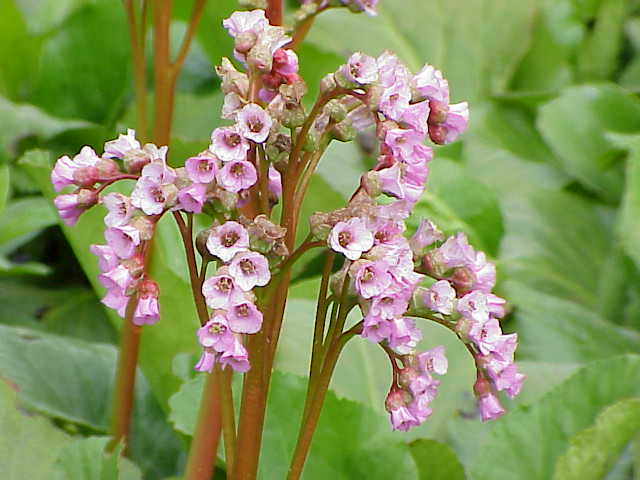
Bergenia stracheyi

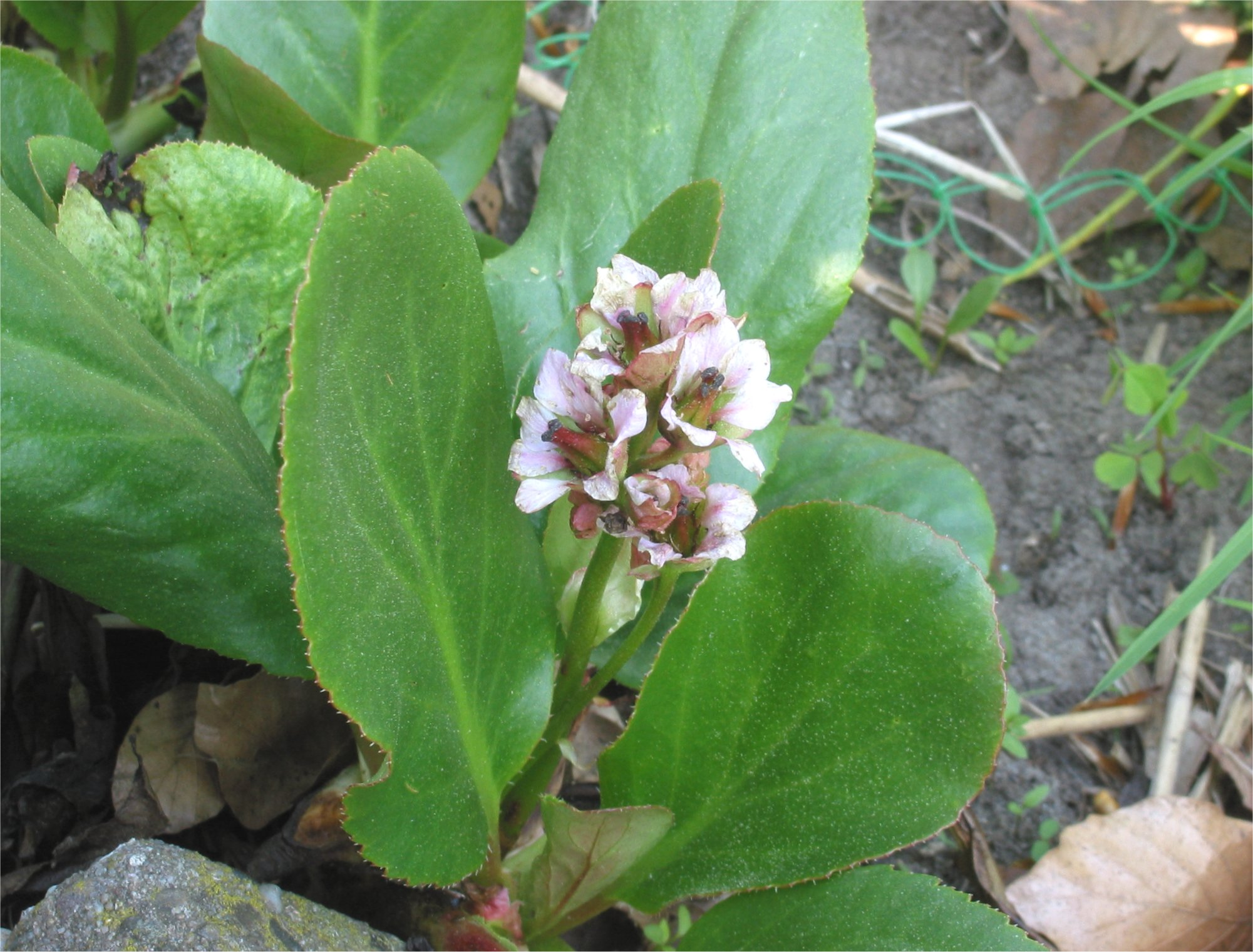
Bergenia 'Silberlicht'

Bergenia of schoenlappersplant is een geslacht van tien soorten overblijvende, kruidachtige planten uit de steenbreekfamilie (Saxifragaceae).
Bergenia is nauw verwant aan Mukdenia, Oresitrophe, Astilboides en Rodgersia.
De soorten komen van nature voor in Centraal-Azië, van Afghanistan tot China.
De planten hebben een spiraalvormig geplaatst bladrozet met bladen van 6-35 cm lang en 4-15 cm breed. De roze bloemen groeien in een gevorkt bijscherm.

## Vertegenwoordigers
- Bergenia ciliata, cultivar Bergenia ciliata 'Superba'.
- Bergenia cordifolia is met de cultivar Bergenia cordifolia 'Purpurea' de meest bekende soort die als tuinplant wordt toegepast. De soortaanduiding cordifolia wil zeggen: hartvormig blad. De bladeren zijn winterhard en verkleuren dan naar roestbruin tot bruinrood. Ook zijn er cultivars als Bergenia cordifolia 'Winterglut' en Bergenia cordifolia 'Senior'.
- Bergenia crassifolia is circa 30 cm hoog. De bloei met roze bloemen is in maart en april. De bladeren zijn lepelvormig. Een cultivar is Bergenia crassifolia 'Autumn Red'.
- Bergenia emeiensis
- Bergenia ligulata
- Bergenia pacumbis
- Bergenia purpurascens wordt 30-40 cm hoog, en bloeit in maart en april met karmijnrode bloemen. De bladeren zijn eirond.
  - Bergenia purpurascens var. delavayi is ongeveer 50 cm hoog, smalbladig en bloeit in april en mei met rozerode bloemen.
- Bergenia scopulosa
- Bergenia stracheyi met de cultivars Bergenia stracheyi 'Alba' en Bergenia stracheyi 'Afghanica'.
- Bergenia tianquanensis

## Cultuur en gebruik
Bergenia cordata, Bergenia cordifolia en hybriden worden vaak in tuinen gekweekt. Er bestaan meerdere cultivars.